# Don Gima

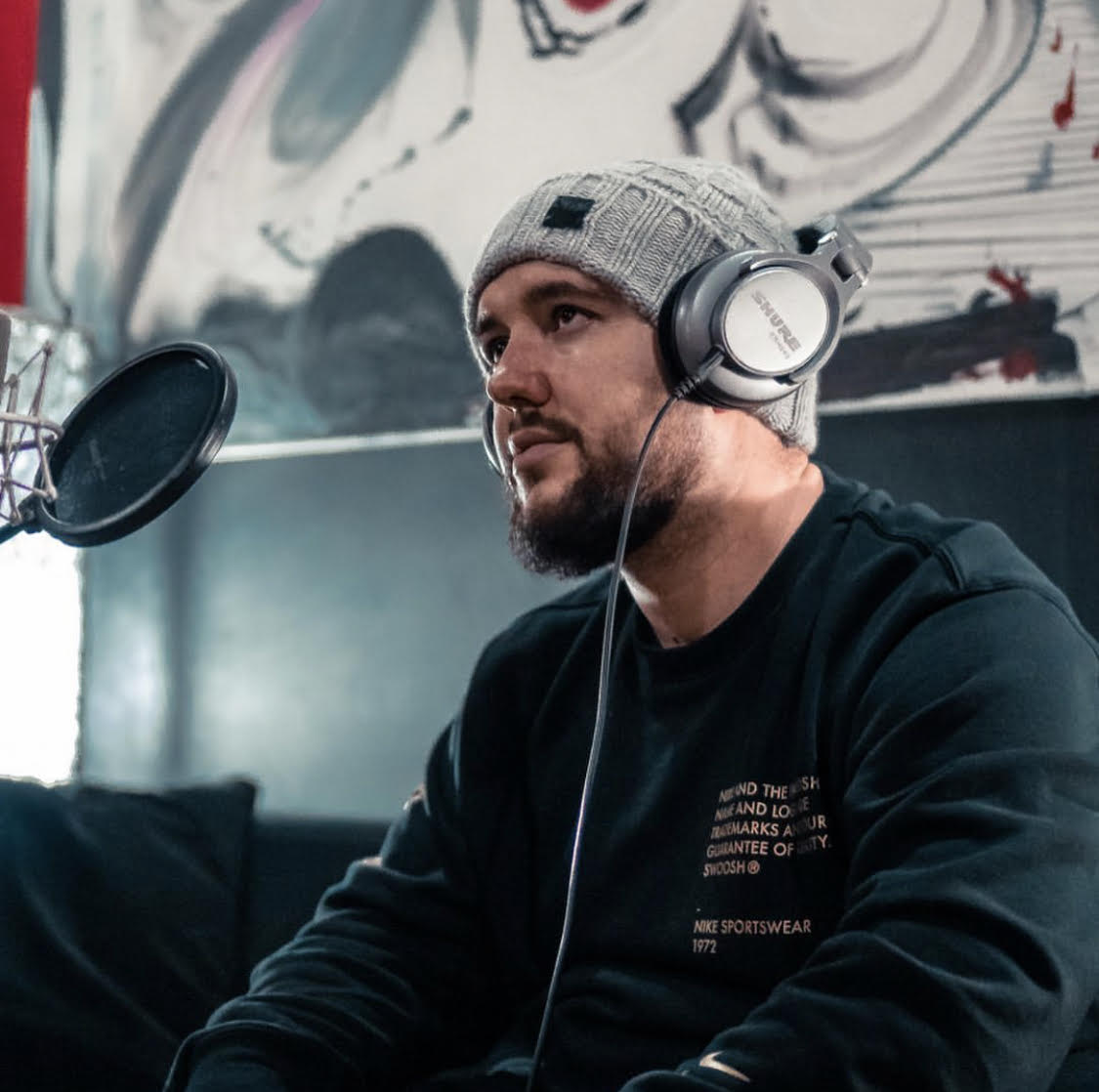
Don Gima (2020)

Don Gima (* 5. Juli 1992; bürgerlich Agim Shasivari) ist ein Schweizer Musikproduzent nordmazedonischer Herkunft. In seiner Karriere arbeitete er  u. a. mit S4MM, Azet, 2Ton, Noizy, Buta, Young Zerka zusammen. Seine Stücke können in der Regel nur über das Internet abgerufen werden.

## Diskografie
- 2020: S4MM – Puerto Rico feat. Noizy
- 2020: S4MM – Rrugt
- 2019: S4MM – The Best
- 2019: S4MM – Gunshots feat. Illmill
- 2019: S4MM – Vizion
- 2019: S4MM – E Preferume
- 2019: S4MM – Mos um fol
- 2019: S4MM – Dek i ri
- 2019: S4MM – Mir se vjen
- 2018: Azet – Nike Pullover[1]
- 2018: S4MM – Dashuri
- 2018: S4MM – La Familia
- 2017: S4MM – Medelina[2]